# ローハンプトン大学
ローハンプトン大学（英語: University of Roehampton）は、イギリス、ロンドンの国立大学である。前身であったロンドン大学を経て、イギリス南西部のギルフォードに位置する名門サリー大学に属していたが、2004年に同大学から独立し、"University of Surrey Roehampton"から"University of Roehampton"と正式に発表された。　
ローハンプトン大学は近代的な大学として認知されている一方で、大学を構成する教育学専門であった4つのカレッジの歴史自体は古く、最も歴史のあるWhitelands Collegeは1841年に創立されており、2016年には175周年を迎えた。
文学と教育学においてはイギリス内でも特に歴史と実績を誇り、多くの教育学者や文学者を輩出している。2014年度にはイギリス教育機関（Higher Education Funding Council for England）からイギリスで最もリサーチレベルの高い近代的大学と評された。
2015年度を期に、教育学・児童文学の第一人者である大英帝国栄誉勲章受賞者のジャクリーン・ウィルソン氏が同大学の理事長に就任した。

## キャンパス
ロンドン南西部のゾーン3に位置するキャンパスは4つのカレッジで構成されており、近代的な図書館やカフェ、バー、レジャー施設等が備わる。 王立公園であるリッチモンド公園の一部でもあるキャンパスは、実に26エーカーの広大な敷地があり、森林、草原、池等自然に囲まれている。 

## 歴史
ローハンプトン大学の母体である、ローハンプトン・インスティテュート・オブ・ハイヤー・エデュケーション（RIHE）は1975年創立し、19世紀に起源がある4つの教員教育のカレッジによって形成されていた。
以下記載（創立順）
- ホワイトランド・カレッジ　Whitelands College – 英国教会によって創立 (1841年)[2]
- サウスランズ・カレッジ　Southlands College – メソジスト教会によって創立(1872年)[2]
- ディグビー・ステュワート・カレッジ　Digby Stuart College 　創立(1874年)[2]
- フローベル・カレッジ　Froebel College 　創立(1892年)[2]

設立当初学位は、ロンドン大学によって学位が授与されていた。RIHEの生徒はロンドン大学の施設へのアクセスも可能であった。
1984年、ローハンプトン・インスティチュートはロンドン大学との関係から独立した後、サリー大学と関係を結びサリー大学から学位を授与されるようになった。サリーとの関係はサリー連邦大学との関係が平等となり、サリー・ローハンプトン大学と名前を変えた2000年1月1日からより一層強まった。両大学が共に関係を保っていた間も同大学と、サリー大学は別々に機能していた。それぞれの大学が生徒を募集しており、ローハンプトンは、ローハンプトンのキャンパスで引き続き教えていた。それぞれの教育機関が、別々に土地を管理し、スタッフを雇用し生徒を集めていた。志願者はローハンプトンとサリー双方のUCASコードを別々に使っていた。2003年後半、サリー・ローハンプトン大学は個別の大学となる申請を2004年3月18日にし、同年8月1日に名前をローハンプトン大学へと変更した。

## 学習制度と評価
ローハンプトン大学（Roehampton University）の学位は、主にモジュラー制を採用している。これは各モジュール（コース）を履修し年に最低120単位を取得し、卒業までに360単位以上をとる形を採用している。この制度によって、コース選択の幅は広がり、途中で履修科目を変更することもできる。単一専攻または複数専攻、フルタイムまたはパートタイム等の選択も可能なほか、大学学士課程、大学院課程に加えて、キャリアデザインに直結した資格やスキルを取得するコースもある。 
2006年度のリサーチ・アセスメントRAE（研究水準に関する公的調査）では、歴史、人類学、英文学、神学、宗教学、ダンスの分野が特に高く評価され、ローハンプトン大学（Roehampton University）の研究の質の高さが証明された。2014年度にはイギリス教育機関（Higher Education Funding Council for England）からイギリスで最もリサーチレベルの高い近代的大学と評された。同年10月には英国紙Sunから、”the best modern university in London（ロンドンで最も優れた近代的大学）”と評価される。また、ティーチング・アセスメントQAA（教育水準に関する公的調査）では、アカデミック・スタッフレベルと、学生に対する充実したサポートが評価された。。
2021年にはthe Times Good University guideにてロンドンにおけるトップ10大学の一つに選出されている。

## 教育学への取り組み
同大学の教師養成や教育学の歴史は古く、現在の大学の前身である19世紀設立の4つのカレッジからの伝統である。幼児期研究、教育学、教師養成におけるその評判は、現在では国内だけでなく、国際的なものになった。中でも、幼稚園という概念を創り出したことで著名な幼児教育の祖である教育学者フリードリヒ・フレーベルが1892年に設立したフローベル・カレッジは様々な政治学者や教育学者などを輩出した。

## 日本の大学との提携
学生数は約8500人以上で、100カ国以上の国から毎年留学生が入学する国際的大学である。日本の大学からは聖心女子大学、活水女子大学、関東国際大学、獨協大学、早稲田大学と提携しており、毎年各校から数名の交換留学生が短期留学をする。

## スポーツ・サークル・伝統
スポーツ設備は充実しており、大学内には、サッカーフィールド、テニスコート、フィットネスクラブ等が完備されている。隣接した場所に、ゴルフクラブ場やナショナルテニスセンターがあり生徒達のアクセスが許可されている。毎年の世界的テニス大会であるウィンブルドンの予選会場であるローハンプトンナショナルテニスセンターへのアクセスも可能となっており、多くのテニスの公式試合が行なわれている。

## 主な出身者
- トビー・アンスティス Toby Anstis ラジオDJ
- ジョーイ・バートン Joey Barton サッカー選手
- リン・ブラウン  Lyn Brown  政治家（英国国会議員）
- ジョン・ギルバート Jon Gilbert 生物学者
- ジョン・グッドマン Jon Goodman サッカー選手
- アリソン・ジュール Allyson Jule 学者／執筆家
- サミラ・マフマルバフ Samira Makhmalbaf カンヌ映画祭受賞映画監督
- ヘレン・メットカフ Helen Metcalf 教育研究者/執筆家/政治家
- ダニール・ペレズ Danielle Perez モデル/元ミス・ワールド受賞者
- ベン・ロバーツ Ben Roberts サッカー指導者
- ダレン・シャン Darren Shan 小説家/『ダレン・シャン』の著者
- ラモーナ・ワッツ Lamorna Watts 女優
- クリス・ロブショウ Chris Robshaw ラグビーイングランド代表の元キャプテン
- ティム・ウールコック Tim Woolcock 画家
- ディパック・トリパシ Deepak Tripathi 歴史科学者／執筆家
- デレク・パラヴィチーニ ピアニスト
- アントニア・ホワイト　小説家
- ヴィヴィアン・リー女優
- 川端有子　児童文学研究者
- 灰島かり  児童文学研究者